# Alphonse Van Gele
Alphonse Van Gele ou Vangele, Van Gelé, Van Gèle, né le 25 avril 1848 à Bruxelles (Belgique) et mort le 23 février 1939 dans la même ville, est un explorateur et colonel belge qui a participé à l'exploration du Congo, à l'époque État Indépendant du Congo (EIC), possession personnelle du roi Léopold II, à la fin du XIXe siècle. Il fut aussi officier d'ordonnance de ce dernier.

## Biographie
Alphonse Aprile Vangele, né le 25 avril 1848 à Bruxelles, est de père inconnu et fils de Marie Vangele, lingère domiciliée Place du Sablon.
Il s'engage dans l'armée belge en 1867 et est nommé sous-lieutenant en 1872 au 3e régiment de Ligne. En 1881, il est lieutenant breveté d'état-major. 
Dès 1881, Van Gele offre ses services à l'Association internationale africaine. Le 2 mai 1882, il quitte la Belgique pour Le Cap. où il est rejoint par le lieutenant Valcke. En juillet 1882, il arrive à Vivi accompagné de Valcke. Stanley est déjà sur place et organise l'occupation effective et progressive des territoires congolais par les Belges et d'autres Européens. Louis Valcke avait recruté sur les côtes orientales de l'Afrique 250 Zanzibarites et Stanley confie à Valcke et à Van Gele la mission de construire une route de Vivi à Isangila. Le but de Stanley est de pouvoir acheminer jusqu'à Kinshasa (Léopoldville) un vapeur permettant des explorations plus lointaines. Van Gele, épuisé par les travaux de constructions et le climat, est pris d'accès de fièvre et doit être évacué sur Boma. Quand il revient guéri il prend la place de Valcke qui a créé un poste-relais entre Manyanga et Léopoldville.
En mai 1883, Van Gele est choisi par Stanley, avec Camille Coquilhat pour participer à une expédition vers le Haut-Ubangi. Une flottille de trois vapeurs (l'« En avant », le « Royal » et l'« AIA ») y participe. Arrivé par le fleuve jusqu'à Wangata, Stanley charge ses deux assistants de créer là une station entourée de plantations et de prendre contact avec la population. Cette station appelée Équateurville deviendra plus tard Coquilhatville et est actuellement la ville de Mbandaka.
Au début 1884, Van Gele laisse à Coquilhat la garde du posté créé et part explorer la rivière Ruki et l'Ubangi avec le capitaine Edmond Hanssens. Après avoir remonté l'Ubangi sur 40 kilomètres, ils échangent un traité avec le chef local Makoka qui place les deux rives de l'Oubangui, sous la protection de l'Association internationale africaine.   

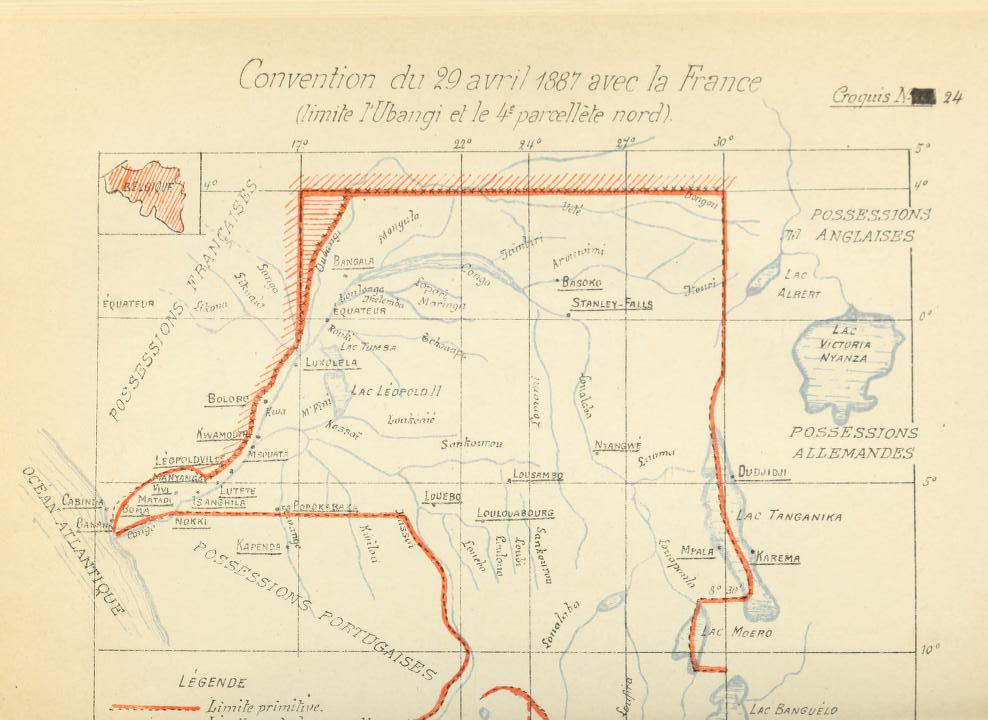
Frontière nord et nord ouest de l'État Indépendant du Congo après la convention du 29 avril 1887 avec la France : méridien 17° est et latitude 4° nord mais jusqu'à l'Ubangi

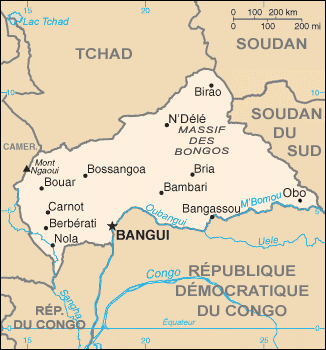
République centrafricaine carte et tracé du Mbomou frontière toujours actuelle

En 1885, malgré la Conférence de Berlin de 1885, un différend politico-diplomatique éclate entre la France et l'État indépendant du Congo. La France prétend repousser les frontières entre ce dernier et ses territoires coloniaux vers l'est au détriment de l'État indépendant du Congo. Les français refusent le partage de l'Ubangi et la nomination d'un arbitre international devient nécessaire. Van Gele, qui connaît bien la région, est chargé par l'État indépendant du Congo d'une expédition dans l'Ubangi accompagné de l'explorateur allemand, sujet de l'Empire russe, Wilhelm Junker. Elle est organisée en 1886. Après 98 jours de navigation, d'énormes difficultés pour passer les zones de chutes sur les rivières, et trois tentatives ils parviennent jusqu'au Haut-Ubangi à Yakoma près du confluent où l'Uele se jette dans l'Ubangi. L'Ubangi remonte sous le nom de Mbomou vers sa source droite, l'Uele remontant à sa source gauche. Le Mbomou va pouvoir définir plus au nord la frontière entre les deux pays en litige. L'État Indépendant du Congo perdra par contre les territoires situés sur la rive droite de l'Ubangi dans les régions de Likouala (actuellement en République du Congo) et de Bangui en République centrafricaine. En avril 1887 les Français signent une convention avec Léopold II. Ce dernier est satisfait vu les territoires obtenus en compensation, au nord sur la rive gauche du Mbomou dont Van Gele a repéré l'emplacement. Les Français aussi qui récupèrent quant à eux toute la rive droite de l'Ubangi alors que précédemment c'était le 17e parallèle qui fixait la frontière . Le roi Léopold obtient également le droit de lancer des emprunts à lots en France grâce à l'entente sauvegardée.   
En novembre 1891 Van Gele retourne en Europe. Mais six ans plus tard il est rappelé pour prendre la fonction de vice-gouverneur général de l'État indépendant du Congo, le 1er décembre 1897 à la place du baron Francis Dhanis. Le 25 octobre 1898 il quitte toutefois ce poste, rentre en Europe le 10 janvier 1899 et est promu lieutenant-colonel. Il prend alors sa pension de militaire et offre ses services de conseiller dans les conseils d'administration des grandes entreprises belges coloniales. Il épouse le 7 novembre 1899 Lucie Julien à Bruxelles.  
Il meurt à Bruxelles le 23 février 1939 et est inhumé au Cimetière de Bruxelles à Evere.

## Hommages et distinctions honorifiques
Une rue de la commune d'Etterbeek à Bruxelles porte son nom : rue Colonel Van Gele.
Il est titulaire de nombreuses distinctions honorifiques parmi lesquelles :
- Chevalier de l'ordre de Léopold ;

- Grand officier de l'Ordre de l'Étoile africaine ;
- Grand-croix de l'Ordre royal du Lion ;
- Croix militaire de 1ère classe ;
- Étoile de Service à trois raies ;
- Médaille d'or de la Société royale de géographie de Bruxelles.